# 本家のヨメ
『本家のヨメ』（ほんけのヨメ）は、『OFFICE YOU』（集英社）に連載された岡田理知作の漫画、またそれを原作としたテレビドラマ。単行本は集英社より全20巻刊行されている。

## ストーリー
山田のぞみは新婚2年目。都会で会社員の夫・慎二と幸せに暮らしていた。しかし突然、慎二の兄一家の失踪により夫の実家に同居することになってしまう。都会っ子新妻・のぞみ。田舎の旧家での生活、妊娠、出産、子育て、嫁姑関係を明るく描くコメディ漫画。

## 登場人物
山田 のぞみ（やまだ のぞみ）
旧姓：中村。ヒロイン。
山田家の次男、慎二と職場で出会い結婚した。
都会生まれの都会育ち。結婚後も都会のマンションで夫と新婚生活を楽しく送っていた。
能天気で楽天家な性格で結婚前は実家暮らしで母親に溺愛され、甘やかされ育った為、山田家に来た当初はなに一つ家事がまともに出来なかった。
当初は同居しなければ離婚して実家に帰れとまで言われてしまった為、半ば意地で山田家に残ったが、持ち前のガッツさと前向きさで山田家で「本家のヨメ」として生活していく内に身体的にも精神的にも成長してゆき、最終的にはキンにも認められる「本家のヨメ」となる。
物語中盤で妊娠が判明し、後に知子・仁子・勇人の三つ子を出産する。
山田 慎二（やまだ しんじ）
山田家次男でのぞみの夫。サラリーマンだったが、実家に戻るのをきっかけに退職し村の役場に勤めることになった。次男らしく、どこかのんびりした性格で優しい。のぞみとも仲がよくお互い信頼しあっている。
祖母思いでキンのことをかなり慕っている。実家では女性軍に押され気味。
山田 キン（やまだ きん）
山田家の当主で通称「オババさま」。慎二達兄弟の祖母にあたる人物。
双子の妹の代わりとして、若くして山田家に嫁に来るが夫にはしょっちゅう浮気され、さらに浮気相手の家で死なれてしまう。以降、崇含む4人の子供を育て上げた。
最初、あまりに何も出来ないのぞみに不安を抱きつつもその根性とガッツさで様々な困難を乗り越えてゆく姿を観察してゆく内に「本家のヨメ」として認めてゆくようになる。

## テレビドラマ
2001年10月8日から12月10日まで、日本テレビ系列で毎週月曜22:00 - 22:54（JST）に放送された。制作はよみうりテレビ。日本での視聴率は芳しくなかったが、台湾で放送された際にはビビアン・スーの人気もあり大ヒットを記録した。

### キャスト
- 山田キン：岩下志麻
- 山田のぞみ：ビビアン・スー
- 山田慎二：中村俊介
- 奥山美枝：市毛良枝
- 奥山行夫：平泉成
- 佐藤美千代：中尾ミエ
- 高橋千鶴子：鷲尾真知子
- 田中八重子：根岸季衣
- 愛子：後藤理沙
- 奥山登：佐々木蔵之介
- 山田玲子：高岡早紀
- 山田文六：谷啓
- 中村アンファン：ジュディ・オング
- 山田崇：岸部一徳
- 山田春子：田中好子

### 主題歌
- 「MARRY ME?」lil' viv

### スタッフ
- 原作：岡田理知
- 脚本：中谷まゆみ
- 音楽：中村竜哉
- プロデューサー：藤井裕也、諏訪道彦、国本雅広、次屋尚
- 演出：藤井裕也、国本雅広、岡本浩一
- 制作：よみうりテレビ、MMJ

### サブタイトル
1. 大姑vs現代嫁！バトル開始 　 　　　　　　　　　9.9％
2. 娘をかえせ！ 　 　　　　　　　　　　　　　　　9.1％
3. 結婚は認めん 　　　　　　　　　　　　　　　　 8.6％
4. 逆ギレ姑vs嫁 　　　　　　　　　　　　　　　　 8.1％
5. 昔の彼女と夫が！意外な愛はどこへ 　　　　　　 8.5％
6. 避妊は許さん！女は子を産む道具？ 　　　　　　 9.5％
7. 子作り旅行に三婆乱入…意外な涙？ 　　　　　　 7.9％
8. 40年目の衝撃真実！キンは二人いた 　 　　　　　9.4％
9. 見つかった長男！跡継ぎ問題再び！ 　 　　　　　8.1％
10. 台湾より愛をこめて…最後の別れ　　　　　　　　8.4％

　　平均視聴率 8.75%（視聴率は関東地区・ビデオリサーチ社調べ）

## 関連商品
- 本家のヨメ Vol.1～Vol.4(バップ) 2002年2月21日発売 VHSの単品商品。
- 本家のヨメ オリジナル・ドラマ・トラックス(EMIミュージック・ジャパン) 2001年12月7日発売